# Ophiothrix lepidus
Ophiothrix lepidus är en ormstjärneart som beskrevs av de Loriol 1893. Ophiothrix lepidus ingår i släktet Ophiothrix och familjen Ophiothrichidae. Inga underarter finns listade i Catalogue of Life.